# Beitar Tel Aviv
Der Beitar Tel Aviv Football Club (Hebräisch: מועדון כדורגל בית"ר תל אביב) war ein israelischer Fußballverein aus Tel Aviv. 2000 schloss sich der Verein mit Shimshon Tel Aviv zu Beitar Shimshon Tel Aviv zusammen und nach Auflösung der Kooperation mit Ironi Ramla zu Beitar Tel Aviv Ramla.

## Erfolge

### Nationale Fußball-Liga
| Erfolg                           | Anzahl | Saison                                |
| -------------------------------- | ------ | ------------------------------------- |
| Israelische Fußballmeisterschaft | 1      | 1944/45                               |
| Liga Leumit                      | 5      | 1939, 1963/64, 1968, 1980/81, 1982/83 |

### Pokal-Wettbewerbe
| Erfolg                    | Anzahl | Saison     |
| ------------------------- | ------ | ---------- |
| Israelischer Fußballpokal | 2      | 1940, 1942 |
| Israelischer Ligapokal    | 1      | 1993/94    |

## Geschichte
Der Verein richtete sich nach seiner Gründung an Jugendliche, begann aber bald an Wettbewerben höherer Altersklassen teilzunehmen und erreichte in drei Jahren die oberste Liga. Seinen ersten großen Erfolg erzielte der Verein 1940 mit dem Gewinn des Palästina-Pokals durch einen 3:1-Sieg gegen Maccabi Tel Aviv im Finalspiel. Zwei Jahre später wiederholte die Mannschaft den Triumph und hält mit dem 12:1-Ergebnis gegen Maccabi Haifa den nationalen Rekord für den höchsten Sieg in einem Finale.
1945 gewann der Verein die Regionalliga; das für die Meisterschaft entscheidende Finale zwischen den beiden Regional-Gewinnern wurde jedoch nie ausgetragen. Die IFA erkennt heute Beitar Tel Aviv und Hapoel Tel Aviv als Meisterschafts-Gewinner an. Im selben Jahr erzielte Beitar einen überraschenden 4:2-Sieg gegen Hajduk Split.
1947 trat der Beitar Tel Aviv erneut im Meisterschaftsfinale an. Das Spiel musste abgebrochen werden, nachdem ein eigentlich gültiges Tor durch den Schiedsrichter nicht gewertet wurde und die Beitar-Fans den Platz gestürmt hatten. Wegen der Führung im Spielstand wurde Maccabi Tel Aviv der Sieg zugesprochen.

## Rekorde
Meiste in der Liga während einer Saison erzielten Tore: 30, Nisim Elmaliah, Liga Alef, 1954/55